# Bahía Inútil
Die Bahía Inútil ist eine Meeresbucht in der Magellanstraße im südlichen Chile an der Westküste der Isla Grande de Tierra del Fuego gegenüber der Isla Dawson. Die Bucht verdankt ihren Namen („nutzlose Bucht“) der Tatsache, dass sie aufgrund ihrer breiten Öffnung und sanft abfallenden Küsten Schiffen keinen Schutz vor stürmischen Westwinden bietet.
Die 30 km breite und 60 km lange Bahía Inútil liegt in Sichtweite der Cordillera Darwin; Onaisín und Villa Cameron sind die bedeutendsten Ansiedlungen in dieser Region.
Seit ca. 2010 beherbergt die Bucht im Parque Pingüino Rey eine Kolonie von Königspinguinen mit etwa 90 Tieren.